# ثيودور هندريك فان دي فيلدي
ثيودور هندريك فان دي فيلدي (بالهولندية: Theodoor Hendrik van de Velde) (و.12 فبراير 1873 في مدينة ليوواردن، والمتوفى في حادث تحطم طائرة في 27 أبريل 1937 بالقرب من لوكارنو) طبيب هولندي وأخصائي في أمراض النساء، وكان قد عمل مديراُ في معهد أمراض النساء في هارلم، هولندا.
ألف كتاب الزواج المثالي 1926 ما جعله مشهوراُ عالمياُ وفي زمن قياسي، حيث كان الكتاب يدعو إلى المعرفة والشهوانية في الحياة الجنسية.
في ألمانيا وصل كتابه (Die vollkommene Ehe) إلى الطبعة الثانية والأربعين في عام 1932 على الرغم من حقيقة أنه تم وضعه على قائمة الكتب الممنوعة من قبل الكنيسة الكاثوليكية الرومانية.
أما في السويد فإن كتابه (Det fullandade aktenskapet) كان منتشراً بشكل كبير على الرغم من أن الحزب الديمقراطي والاجتماعي البروتستانتي كان يعتبره يدعو إلى الإباحية وغير مناسب للقراء الشباب لفترة طويلة في ستينات القرن الماضي.
كانت الترجمة الإنجليزية لكتابه (الزواج المثالي: علم وظائف الأعضاء والتقنية) هي أشهر عمل في هذا الموضوع لعدة عقود، وقد أعيدت طباعة النسخة الأصلية للكتاب 46 مرة، وتم بيع أكثر من نصف مليون نسخة.
ويعود الفضل إلى ثيودور هندريك في كشفه أن النساء ينتجن بيضة واحدة فقط في كل دورة شهرية وكان ذلك في عام 1905. مما أسهم في تحسين أساليب تحديد النسل القائمة على التقويم، وفي وقت لاحق في إنشاء أنظمة أخرى للتوعية بالخصوبة. 

## روابط خارجية
- ثيودور هندريك فان دي فيلدي على موقع IMDb (الإنجليزية)